# Bolazec

Bolazec este o comună în departamentul Finistère, Franța. În 1 ianuarie 2022 avea o populație de 172 de locuitori.